# Dalen/Krokslätts FF
Dalen/Krokslätts Fotbollsförening är en fotbollsklubb från stadsdelen Krokslätt i Göteborg och Mölndal (Mölndals kommun), bildad 1985 genom sammanslagning av Krokslätts FF och BK Dalen. Laget spelar sina hemmamatcher på Krokslättsvallen i Mölndal. Klubben spelar i gula och blå tröjor och blåa byxor, bortadräkten består av orangea tröjor och strumpor med svarta shorts.

## Historik
Föreningen bildades 1985 genom sammanslagning av Krokslätts FF (8 säsonger i näst högsta serien, hemmahörande på Krokslättsvallen) och BK Dalen (hemmahörande på Kvarnbyvallen). Dalen-KFF spelade premiäråret 1986 i division VII men har därefter avancerat i seriesystemet. Som bäst har laget spelat sex säsonger i division III, senast säsongen 2020. Säsongen 2022 spelade laget i division V, en serie som man vann.
När föreningen bildades medföljde Krokslätts damlag men laget spelade endast en säsong som Dalen-KFF.